# Sức mạnh thị trường
Trong kinh tế và đặc biệt là trong tổ chức công nghiệp, sức mạnh thị trường là khả năng của một công ty có thể tăng lợi nhuận giá thị trường của hàng hóa hoặc dịch vụ so với chi phí cận biên. Trong thị trường cạnh tranh hoàn hảo, những người tham gia thị trường không có sức mạnh thị trường. Một công ty có tổng sức mạnh thị trường có thể tăng giá mà không mất bất kỳ khách hàng nào trước các đối thủ cạnh tranh. Do đó, những người tham gia thị trường có sức mạnh thị trường đôi khi được gọi là "người quyết định giá" hoặc "người tạo giá", trong khi những người không có quyền lực này đôi khi được gọi là "người nhận giá". Sức mạnh thị trường đáng kể xảy ra khi giá vượt quá chi phí cận biên và chi phí trung bình dài hạn, vì vậy công ty sẽ tạo ra lợi nhuận kinh tế.
Một công ty có sức mạnh thị trường có khả năng ảnh hưởng cá nhân đến tổng số lượng hoặc giá hiện hành trên thị trường. Các nhà sản xuất giá phải đối mặt với đường cầu dốc xuống, do đó giá tăng dẫn đến lượng cầu thấp hơn. Nguồn cung giảm do việc thực thi quyền lực thị trường tạo ra tổn thất nặng nề về kinh tế thường được coi là không mong muốn về mặt xã hội. Do đó, nhiều quốc gia có chống độc quyền hoặc luật pháp khác nhằm hạn chế khả năng của các công ty để tích lũy sức mạnh thị trường. Luật pháp như vậy thường quy định việc sáp nhập và đôi khi giới thiệu một quyền lực tư pháp để bắt buộc thoái vốn.
Một công ty thường có sức mạnh thị trường nhờ vào việc kiểm soát một phần lớn thị trường. Trong những trường hợp cực đoan, độc quyền và độc quyền của công ty kiểm soát toàn bộ thị trường. Tuy nhiên, chỉ riêng quy mô thị trường không phải là chỉ số duy nhất về sức mạnh thị trường. Các thị trường tập trung cao độ có thể bị cạnh tranh nếu không có rào cản gia nhập hoặc xuất cảnh, hạn chế khả năng của công ty đương nhiệm để tăng giá trên mức cạnh tranh.
Sức mạnh thị trường mang lại cho các công ty khả năng tham gia vào hành vi chống cạnh tranh đơn phương. Một số hành vi mà các công ty có sức mạnh thị trường bị cáo buộc tham gia bao gồm định giá săn mồi, neo sản phẩm và tạo ra sự dư thừa hoặc các rào cản khác để gia nhập. Sức mạnh thị trường đơn phương là một trong những nguyên nhân phổ biến nhất khiến giá cao hơn mức cân bằng cạnh tranh. Sức mạnh thị trường đã được nhìn thấy sẽ gây áp lực lên giá nhiều hơn so với sự thay đổi về số lượng người bán có mặt trên thị trường. Điều này là do các hiệu ứng liên quan đến cân bằng Nash và độ lệch lợi nhuận có thể được thực hiện bằng cách tăng giá.
Nếu không có cá nhân tham gia thị trường nào có sức mạnh thị trường đáng kể, thì hành vi chống cạnh tranh chỉ có thể diễn ra thông qua thông đồng hoặc thực hiện quyền lực thị trường tập thể của một nhóm người tham gia.
Chỉ số Lerner và chỉ số Herfindahl có thể được sử dụng để đo lường sức mạnh thị trường.